# Kaskazini A
Kaskazini A ist ein Distrikt in der tansanischen Region Unguja Kaskazini. Der Distrikt grenzt im Süden an den Distrikt Kaskazini B und ist ansonst vom Indischen Ozean umgeben.

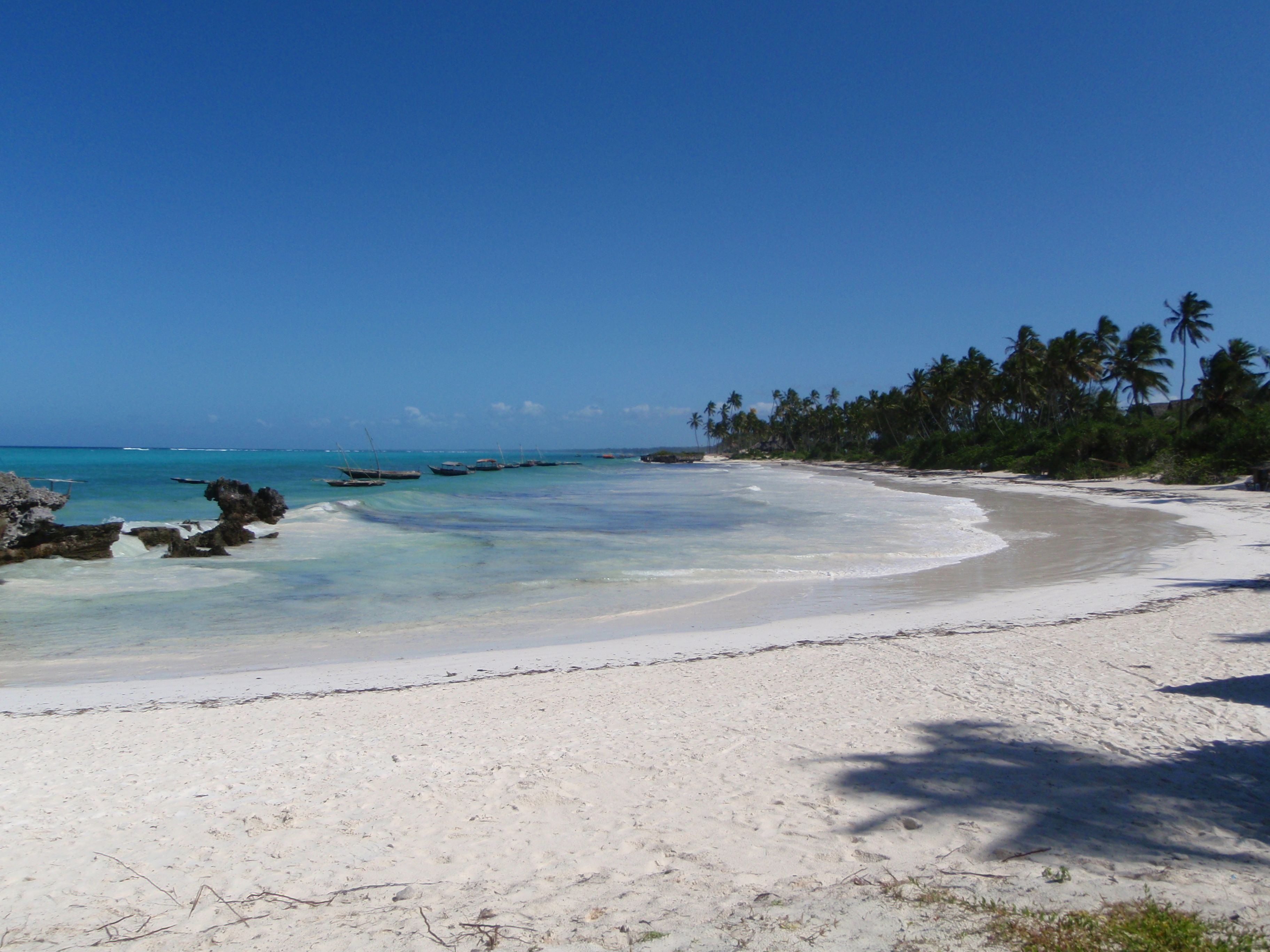
Strand an der Ostküste bei Matemwe

## Geographie
Kaskazini A besteht aus dem nördlichsten Teil der Insel Unguja und der Insel Tumbatu. Der Distrikt ist 211 Quadratkilometer groß und hat 157.369 Einwohner (Volkszählung 2022). Das Klima ist tropisch, Aw nach der effektiven Klimaklassifikation. Die Temperatur liegt zwischen 20 und 40 Grad Celsius, die jährlichen Niederschläge von 1300 bis 1700 Millimeter fallen zum Großteil in zwei Regenzeiten. Die lange Regenzeit mit 900 bis 1200 Millimeter Niederschlag wird „Masika“ genannt und dauert von März/April bis Mai. Von September/Oktober bis Dezember fallen 400 bis 500 Millimeter Regen, diese Zeit wird „Vuli“ genannt.

## Geschichte
Die Region Unguja Kaskazini mit den Distrikten Kaskazina A und Kaskazini B wurde im Jahr 1967 geschaffen. „Kaskazini“ ist ein Swahili-Wort und bedeutet „Norden“.

## Verwaltungsgliederung
Der Distrikt ist in 44 Gemeinden (Shehia) gegliedert:
- Banda Kuu
- Bandamaji
- Bwereu
- Chaani Kubwa
- Chaani Masingini
- Chutama
- Fukuchani
- Gamba
- Gomani
- Jongowe
- Juga Kuu
- Kandwi
- Kibeni
- Kidombo
- Kidoti
- Kigomani
- Kigongoni
- Kigunda
- Kijini Matemwe
- Kilimani Tazari
- Kikobweni
- Kilindi
- Kinyasini
- Kipange
- Kiungani
- Kivunge
- Matemwe Kaskazini
- Matemwe Kusini
- Mbuyutende
- Mchangani
- Mchenza Shaur
- Mkokotoni
- Mkwajuni
- Moga
- Mtakuja
- Mto wa Pwan
- Muwanda
- Muwange
- Pale
- Pitanazako
- Potoa
- Pwani Mchangani
- Tazari
- Uvivini

## Bevölkerung
Der Distrikt hatte 59.990 Einwohner im Jahr 1988. Mit 2,4 Prozent jährlichem Wachstum stieg die Zahl auf 84.147 in 2002 und auf 105.780 im Jahr 2012. Die Zunahme von 2002 bis 2012 betrug auf dem Land etwa zehn Prozent, die Stadtbevölkerung verzehnfachte sich in dieser Zeit. Die Alphabetisierungsrate stieg im gleichen Zeitraum von 50 Prozent auf 77 Prozent. Bei der Volkszählung 2022 lebten 157.369 Menschen in 33.257 Haushalten.
Bevölkerungswachstum:
| Volkszählung | Einwohner |
| ------------ | --------- |
| 1988         | 59.990    |
| 2002         | 84.147    |
| 2012         | 105.780   |
| 2022         | 157.369   |

## Einrichtungen und Dienstleistungen
- Bildung: Im Distrikt gibt es 28 Vorschulen, 26 Grundschulen und 24 weiterführende Schulen. 96 Prozent der Grundschüler und 87 Prozent der Schüler von weiterführenden Schulen gehen zu Fuß in die Schule (Stand 2016).[8]
- Gesundheit: Für die medizinische Versorgung der Bevölkerung stehen vierzehn Gesundheitszentren und zwei privat betriebene Apotheken zur Verfügung.[9]
- Wasser: Von den 20.522 Haushalten bekamen drei Viertel Wasserleitungswasser. Über 90 Prozent hatten Zugang zu sicherem und sauberem Wasser in weniger als einem Kilometer Entfernung (Stand 2014).[10]
- Elektrische Energie: Im Jahr 2015 hatten elf Prozent der Haushalte einen Stromanschluss.[11]

| Die Wirtschaft des Landes umfasst Landwirtschaft, Fischerei, Jagd, verarbeitende Industrie und Dienstleistungen. - Landwirtschaft: Hauptsächlich angebaut werden Reis, Süßkartoffel, Maniok, Yams, Hirse, Bananen, Obst und Gemüse. Im Jahr 2018 wurden folgende Früchte geerntet: 2940 Tonnen Wassermelonen, 1204 Tonnen Tomaten, 955 Tonnen Papaya, 830 Tonnen Ananas und 700 Tonnen Okra. An Nutztieren werden vor allem Hühner, Ziegen und Rinder gehalten (Stand 2012). - Fischerei: Im Jahr 2016 gab es 10.873 Fischer, die Boote benutzten und 2369 Fischer, die manuell fischten, sowie 5742 Menschen, die Seetang anbauten. - Dienstleistungen: Der Handel ist neben der Landwirtschaft ein wichtiger Wirtschaftsfaktor. Im Distrikt gibt es 1762 registrierte Läden (Stand 2016). | Die zur Anzeige dieser Grafik verwendete Erweiterung wurde dauerhaft deaktiviert. Wir arbeiten aktuell daran, diese und weitere betroffene Grafiken auf ein neues Format umzustellen. (Mehr dazu) |

- Tourismus: Für die Unterkunft von Gästen stehen 63 Hotels und 50 Pensionen zur Verfügung (Stand 2016).[12] In diesem Sektor sind jedoch nur 0,2 Prozent der Bevölkerung beschäftigt.[16]